# 1 Timóteo 2:12
1 Timóteo 2:12 é o décimo segundo versículo do segundo capítulo da Primeira Epístola a Timóteo. Conforme a tradução da versão do Rei Jaime:
E não permito que a mulher ensine, nem exerça autoridade sobre o homem. Esteja, portanto, em silêncio.— 1 Timóteo 2:12, KJA
O versículo é amplamente utilizado para se opor à ordenação de mulheres como clérigos, e para se opor a outras posições de ministério e liderança para mulheres em grandes segmentos do cristianismo. Muitos desses grupos que não permitem que mulheres se tornem clérigos também citam 1 Coríntios 14:32–35 e 1 Timóteo 3:1–7. Historicamente, o versículo foi usado para justificar a desigualdade legal para as mulheres e também para excluir as mulheres de papéis de liderança seculares.
Durante a maior parte da história da teologia cristã, o versículo foi interpretado como exigindo algum grau de subordinação das mulheres aos homens. Alguns teólogos, como Ambrosiastro no século IV e John Knox no século XVI, escreveram que isso requeria um domínio muito estrito das mulheres em todas as esferas da vida. Outros, como João Crisóstomo e Martinho Lutero, escrevem que o versículo exclui as mulheres de ensinar, orar ou falar em público, mas concede alguma liberdade às mulheres no lar.
O versículo foi criticado por seu sexismo e sua inconsistência percebida com outros versículos atribuídos a Paulo, como Gálatas 3:28, que afirma "não há homem nem mulher, porque todos vós sois um em Cristo Jesus". Richard e Catherine Kroeger apontam exemplos de professoras e líderes conhecidas por Paulo, como Prisca e Febe, para apoiar a sua conclusão de que o versículo foi mal traduzido. A maioria dos estudiosos modernos acredita que 1 Timóteo não foi realmente escrito por Paulo. Há atualmente diversas interpretações que buscam analisar qual era a visão paulina sobre as mulheres.
Hoje, alguns estudiosos argumentam que a instrução é dirigida à igreja particular em Éfeso e deve ser interpretada num contexto contemporâneo. Outros interpretam o texto como uma instrução universal. Os igualitaristas cristãos sustentam que não deveria haver distinções institucionais entre homens e mulheres. Os complementaristas argumentam que as instruções contidas em 1 Timóteo 2:12 deveriam ser aceitas como normativas na igreja hoje.

## Autoria
A visão tradicional é que as palavras “Não permito que a mulher...” sejam palavras do próprio Paulo, junto com o resto da epístola. Uma minoria de estudiosos modernos, como Catherine Kroeger, apoia esta visão tradicional.
A opinião da grande maioria dos estudiosos modernos de 1 Timóteo é que a epístola não teria sido escrita por Paulo, mas dataria de depois da morte de Paulo e tem um autor desconhecido. Considerada uma obra pseudepigráfica atribuída incorretamente a Paulo, o versículo é frequentemente descrito como literatura deuteropaulina ou como uma epístola pastoral.
Por exemplo, o estudioso do Novo Testamento Marcus Borg, afirma que este versículo não se ajusta bem às referências mais positivas de Paulo às mulheres cristãs e pode ser uma interpolação posterior, em vez de parte do texto original.

## Uso
Grande parte da alegação de que apenas homens poderiam deter posições de autoridade na Igreja provém das restrições às mulheres afirmadas em 1 Timóteo 2:12. Porém, segundo Cynthia Long Westfall, essas restrições femininas não servem de parâmetro para indicar o comportamento dos homens, e tal interpretação tradicional gera inconsistências, incoerência e contradições dentro dos textos e da teologia paulina.
Em seu comentário em latim do século IV sobre as epístolas, Ambrosiastro viu 1 Timóteo 2:12 como exigindo um sistema estrito de patriarcado. Ele escreve que as mulheres “foram colocadas sob o poder dos homens desde o início” e deveriam ser severamente subjugadas aos homens. A compreensão estritamente patriarcal de Ambrosiastro foi copiada pela Glossa Ordinaria e a maioria das outras interpretações medievais do versículo na Igreja Latina. Na Igreja Grega, João Crisóstomo escreveu que o versículo proíbe as mulheres de ensinar ao público ou de fazer discursos públicos.

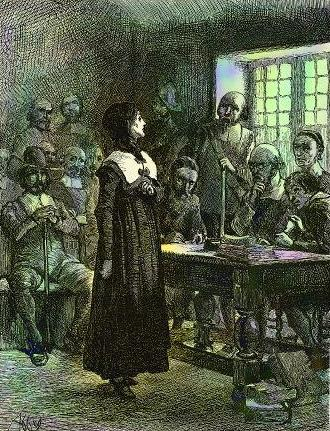
1 Timóteo 2:12 foi usado no tribunal contra Anne Hutchinson

O versículo foi amplamente utilizado para se opor a toda educação para mulheres e a todo ensino dado por mulheres durante a Renascença e o início do período moderno na Europa. Foi citado frequentemente por aqueles que desejavam condenar as mulheres ou as consideravam inferiores aos homens. Ambrosiastro e 1 Timóteo 2:12 foram citados por John Knox em The First Blast of the Trumpet Against the Monstruous Regiment of Women, um livro de 1558 que ataca a ideia de governo por rainhas e mulheres na liderança com base bíblica.
Martinho Lutero escreveu que “homem” neste versículo se refere especificamente ao marido, o que significa que as esposas nunca deveriam parecer mais sábias ou mais informadas do que seus maridos, nem em público nem em casa. Lutero afirmou que, por causa deste versículo e de versículos próximos em 1 Timóteo, as mulheres não devem falar ou ensinar em público, e que deveriam permanecer completamente quietas na igreja, escrevendo "onde há um homem, nenhuma mulher deve ensinar ou ter autoridade". Nesta base, partes do luteranismo hoje não permitem que mulheres assumam a liderança da igreja.
As teólogas enfrentaram um dilema em permanecer fiéis a esta escritura enquanto atuavam como professoras. Teresa de Ávila escreveu que as mulheres deviam ensinar através das suas ações porque eram proibidas e incapazes de ensinar com palavras. Embora ela tenha produzido escritos teológicos, ela teve o cuidado de se apresentar como tola e fraca.
Durante o julgamento de Anne Hutchinson em 1637 por ensino teológico ilegal, o magistrado John Winthrop (que foi tanto o acusador de Hutchinson quanto o juiz em seu julgamento) advertiu Hutchinson com 1 Timóteo 2:12, exigindo seu silêncio, porque ele sentiu que ela era muito franca em se defender.
No século XIX, o versículo era frequentemente utilizado para justificar o estatuto jurídico inferior das mulheres. Por exemplo, Meyrick Goulburn argumentou que o versículo exclui claramente as mulheres de todos os cargos ou funções públicas, incluindo os seculares, e que as mulheres só estariam aptas para o trabalho doméstico.
Hoje ainda é usado para excluir as mulheres da educação ou do ensino religioso. Por exemplo, as instituições Batistas do Sul nos Estados Unidos demitiram professoras por causa do versículo. O versículo é usado para excluir as mulheres do sacerdócio católico e é considerado pelos católicos como uma forma de proibir as mulheres de desempenharem funções de ensino semelhantes às dos sacerdotes, como fazer homilias.

## Abordagens interpretativas
Há muitas dúvidas interpretativas quanto ao contexto imediato do versículo em questão: se o trecho tem peso de autoridade para a igreja e a vida cristã ou não; se a autoria é de Paulo (a maioria dos acadêmicos contesta que ele seria o autor do grupo das chamadas epístolas pastorais); se a carta tem cunho pessoal, direcionada a um indivíduo específico, ou se é pública, direcionada a um grupo; qual o papel do contexto em determinar o sentido do trecho; e qual o cenário que está ocorrendo no contexto da epístola. N. T. Wright, ex-bispo de Durham, diz que 1 Timóteo 2 é a “passagem mais difícil de todas” de receber exegese adequadamente.

### Complementarista e igualitária
Uma série de abordagens interpretativas do texto foram feitas tanto por complementaristas quanto por igualitaristas. A passagem de 1 Timóteo 2:12 é apenas um “lado” de uma carta escrita por Paulo e é dirigida a um grupo específico. Portanto, as interpretações são limitadas a informações unilaterais, sem nenhum registro da correspondência associada à qual Paulo estava respondendo. O teólogo Philip Payne está convencido de que 1 Timóteo 2:12 é o único versículo do Novo Testamento que “poderia” proibir explicitamente as mulheres de ensinar ou de ter autoridade sobre os homens, embora ele escreva que não pensa que é o que significa. Moore afirma que "Qualquer interpretação dessas porções das Escrituras deve lutar com as dificuldades teológicas, contextuais, sintáticas e lexicais embutidas nessas poucas palavras".
O professor Gilbert Bilezikian conclui que, embora possa parecer que Paulo está estabelecendo uma ordenança que tem o caráter de uma norma universal para todos os cristãos em todas as épocas, essa visão não sobrevive a um exame minucioso. Após extensa pesquisa, ele chegou a estas conclusões:
- Que o apóstolo Paulo escreveu esta epístola a uma igreja que estava num estado de crise terminal;
- Que Paulo reduziu drasticamente os ministérios de ambos mulheres e homens para salvar a Igreja em Éfeso do que ele chama de alto risco de “autodestruição”;
- Que as restrições que Paulo estabeleceu nesta epístola eram medidas temporárias de exceção destinadas a evitar a desintegração desta igreja em particular;
- Que as disposições corretivas de gestão de crises exigidas nesta passagem permaneçam válidas para todos os tempos para igrejas que caem em estados semelhantes de disfunção.

Bilezikian conclui que o caráter excepcional das medidas de emergência defendidas por Paul serve como prova de que as mulheres poderiam de fato ensinar e ocupar posições de liderança em circunstâncias normais.
As abordagens interpretativas igualitárias e complementaristas do texto normalmente assumem as seguintes formas:
- Sociocultural: Os igualitaristas argumentam que o texto se destinava a um ambiente sociocultural específico que já não existe e que o texto, portanto, não é relevante para as igrejas modernas[21] (normalmente baseiam-se fortemente em reconstruções históricas usando fontes extrabíblicas); os complementaristas argumentam que o ambiente sociocultural, embora relevante, não restringe a aplicação do versículo a um tempo e lugar específicos no passado.[22]
- Lexical: Os igualitaristas argumentam que o significado da palavra-chave no texto, authenteō, não apoia a exclusão das mulheres de cargos de ensino de autoridade na congregação;[23] Os complementaristas argumentam que o significado desta palavra em seu contexto indica que Paulo estava proibindo as mulheres de terem autoridade sobre os homens na igreja.[24]
- Hermenêutica: Alguns igualitaristas argumentam que o texto pretendia apenas limitar as mulheres por um período temporário específico, ou que pretendia apenas limitar as mulheres sem instrução que não estavam em condições de falar na congregação;[25] Os complementaristas argumentam que as considerações hermenêuticas indicam que o texto é universal em sua aplicação às congregações cristãs.[26]

#### Sociocultural
Os igualitaristas cristãos acreditam que a passagem não tem o mesmo significado para a igreja moderna quando interpretada à luz da situação sociocultural da época de Paulo; que uma palavra-chave na passagem deveria ser reinterpretada como significando algo diferente de “exercer autoridade”. Acredita-se que alguns estudos recentes mostram que Paulo nunca pretendeu que sua primeira carta a Timóteo se aplicasse à igreja em todos os momentos e lugares. Em vez disso, pretendia remediar um estado de crise aguda criado por um “influxo maciço de falsos ensinamentos e intrusões de culto” que ameaçava a sobrevivência da muito jovem Igreja de Éfeso.
A posição sociocultural igualitária foi representada de forma proeminente pela classicista Catherine Kroeger e pelo teólogo Richard Kroeger. Eles acreditam que o autor de 1 Timóteo estava refutando o ensino falso, em vez de estabelecer uma restrição estreita ao papel das mulheres. Os Kroegers sustentam que Paulo estava abordando a situação de Éfeso de forma única por causa de sua cultura religiosa feminista, onde as mulheres usurpavam a autoridade religiosa sobre os homens. Eles citam uma ampla gama de fontes primárias para apoiar o seu argumento de que as mulheres de Éfeso estavam ensinando uma noção gnóstica específica a respeito de Eva. Eles ressaltam que as mulheres ensinam e lideram rotineiramente os homens no Novo Testamento: Loide e Eunice ensinaram Timóteo, Prisca ensinou Apolo e Febe era diácona da igreja.
No entanto, as suas conclusões foram rejeitadas por alguns historiadores bem como por alguns complementaristas. I. H. Marshall adverte que "É precário, como Edwin Yamauchi e outros mostraram, assumir contextos de fundo gnósticos para os livros do Novo Testamento. Embora a frase 'falsamente chamado conhecimento', em 1 Timóteo 6:20, contenha a palavra grega gnosis, esta era a palavra comum para 'conhecimento'. Parece anacrônico transliterá-la e colocá-la em maiúscula como 'Gnose', como fazem os Kroegers. Eles explicam o versículo 13 como uma resposta à falsa noção de que a mulher é a originadora do homem com o culto de Ártemis em Éfeso que de alguma forma se infiltrou na igreja, possivelmente por meio do falso ensino. No entanto, esta explicação não pode ser substanciada (exceto em escritos gnósticos posteriores)". Streland concluiu que "Kroeger e Kroeger são independentes em sua interpretação".
De acordo com Thomas Schreiner, "O gnosticismo completo da história da igreja posterior não existia no ano 21 do primeiro século. Uma forma incipiente de gnosticismo estava presente, mas Schmithals comete o erro de ler o gnosticismo posterior nos documentos do primeiro século. Richard e Catherine Kroeger segue os passos de Schmithals ao postular o pano de fundo de 1 Timóteo 2:12. Eles chamam a heresia de 'protognóstica', mas na verdade eles frequentemente recorrem a fontes posteriores para definir o falso ensino (v.23). Evidências externas só podem ser admitidas se for possível demonstrar que o movimento religioso ou filosófico foi contemporâneo do Novo Testamento”. Na sua crítica ao livro dos Kroegers, a opinião de J. M. Holmes é de que "Como um classicista [...] as próprias contribuições [de Catherine Kroeger] são a reconstrução de um contexto e escolhas de opções linguísticas consideradas apropriadas para esse contexto. Ambos foram desacreditados".:26
Muitos defensores contemporâneos do igualitarismo cristão encontram um valor considerável na pesquisa dos Kroegers. Catherine Kroeger, em um de seus artigos, aponta que authentein é um verbo grego raro encontrado apenas aqui em toda a Bíblia. Ela escreve que na literatura extrabíblica—os únicos outros lugares onde pode ser encontrada—a palavra é normalmente traduzida como “predominar” ou “usurpar autoridade”. No entanto, um estudo de outras fontes literárias gregas revela que normalmente não tinha este significado até o terceiro ou quarto século, bem depois da época do Novo Testamento. Antes e durante a época de Paulo, os raros usos da palavra incluíam referências a assassinato, suicídio, “aquele que mata com as próprias mãos” e “assassino de si mesmo”. Meris, no século II, aconselhou seus alunos a usarem outra palavra, autodikein, por ser menos grosseira que authentein. O bizantino Tomás Magistro reitera a advertência contra o uso do termo, chamando-o de "censurável". Kroeger escreve que João Crisóstomo, em seu Comentário sobre I Timóteo 5.6, usa autheritia para denotar 'licença sexual'. Ela argumenta que muitas vezes a seriedade deste problema para a igreja do Novo Testamento é subestimada, e conclui que é evidente que uma heresia semelhante era corrente em Éfeso, onde estes falsos mestres “invadiram as casas e ganharam controle sobre mulheres crédulas, que estavam sobrecarregadas de pecados e dominadas por todos os tipos de desejos malignos, sempre aprendendo, mas nunca capazes de chegar ao conhecimento da verdade" (2 Timóteo 3:6–9).
Concluindo que o autor de 1 Timóteo estava abordando uma situação específica que era uma séria ameaça para a igreja frágil e incipiente, em um artigo intitulado "1 Timothy 2:11–15: Anti-Gnostic Measures against Women" o autor escreve que a "tragédia é que esses versículos foram amplamente usados na tradição posterior para justificar os preconceitos contemporâneos contra as mulheres. Eles supostamente provariam, a partir das Escrituras inspiradas, que Deus submeteu as mulheres aos homens e que as mulheres são mais suscetíveis à tentação e ao engano".
Trombley e Newport concordam que os Kroegers indicam corretamente que authenteo tinha significados ligados a atos sexuais e assassinatos na literatura extrabíblica. Consideram-na consistente com o contexto histórico da primeira carta a Timóteo, na igreja de Éfeso—lar do santuário da deusa Diana, onde a adoração envolvia sexo ritual e sacrifício.
Para Cynthia Westfall, o trecho seria um antídoto contra as mulheres de Éfeso serem enganadas por um falso ensinamento, que estaria sendo espalhado em mitos e genealogias, de domicílio em domicílio, por veiculação principalmente por parte delas. Poderia estar ocorrendo um problema local de as mulheres dominarem homens contra a própria vontade no ambiente doméstico, devido ao conteúdo do falso ensinamento citado no início da carta; ou também relacionado ao novo movimento de mulheres romanas emancipadas ou às viúvas ricas, que conseguiam poder de dominar o domicílio devido à herança. Porém, isso ia contra o ideal cultural de época, e poderia envergonhar os maridos e ser também motivo de embaraço para a igreja cristã, o que levaria Paulo a tentar evitar esse estigma. Era comum na época que religiões fossem atacadas devido a comportamentos femininos percebidos como insubordinação.

#### Lexical
Catherine Kroeger tem sido uma das principais defensoras dos argumentos lexicais igualitários de que a palavra-chave do texto, authenteō, não apoia a exclusão das mulheres de cargos de ensino de autoridade na congregação. Em 1979, Kroeger afirmou que o significado da palavra era “envolver-se em práticas de fertilidade”, mas isto não foi universalmente aceite pelos estudiosos, sejam eles complementaristas ou igualitários. "Kroeger e Kroeger fizeram pesquisas significativas sobre a natureza e os antecedentes da antiga Éfeso e sugeriram uma interpretação alternativa para 1 Timóteo 2:11-15. Embora tenham fornecido dados históricos significativos, sua sugestão de que a frase 'ter autoridade' (authentein) deveria ser traduzida como 'representar-se como originadora do homem' é, para dizer o mínimo, rebuscado e ganhou pouco apoio". “Com base em lexicografia desatualizada, textos clássicos não citados e não mais existentes, um contexto desacreditado (ver minha introdução n. 25) e a introdução de uma elipse em uma cláusula que é completa em si, os Kroegers reescrevem o v. 12.":89 Detalhes de estudos lexicais e sintáticos sobre o significado de authente feitos tanto por igualitários quanto por complementaristas são encontrados mais adiante neste artigo.

#### Hermenêutica
Os igualitaristas Aida Spencer e Gilbert Bilezikian, argumentaram que a proibição de as mulheres falarem na congregação pretendia ser apenas uma resposta temporária às mulheres que ensinavam o erro.
Bilezikian salienta que a palavra traduzida como “autoridade” em 1 Timóteo 2:12, que é um texto de prova chave usado para manter as mulheres fora da liderança da igreja, é uma palavra usada apenas aqui e nunca mais usada em qualquer parte das Escrituras. Ele escreve que a palavra traduzida como “autoridade” naquela passagem é um hápax legómenon, uma palavra que aparece apenas uma vez na estrutura da Bíblia e nunca mais é referenciada. Ele diz que “nunca se deve construir uma doutrina ou extrair um ensinamento de um hápax pouco claro ou debatido”. Portanto, uma vez que não existe um “texto de controle” para determinar o seu significado, Bilezikian afirma que ninguém sabe ao certo o que a palavra significa e o que exatamente Paulo está proibindo. Ele acrescenta que há “tanto material claro e não hapáxico disponível na Bíblia que não precisamos forçar a utilização de textos difíceis que são melhor deixados de lado quando não são compreendidos. [...] Somos responsáveis apenas por aquilo que podemos compreender".:20
Spencer observa que, em vez de usar o modo imperativo ou mesmo um aoristo ou indicativo futuro para expressar essa proibição, Paulo utiliza significativamente um indicativo presente, talvez melhor traduzido como "Mas no momento não estou permitindo". Spencer acredita que esta é uma proibição temporária que se baseia unicamente na lamentável semelhança entre as mulheres de Éfeso e Eva—no sentido de que as mulheres de Éfeso foram enganadas e, como tal, se tivessem permissão para ensinar, correriam o risco de promover falsas doutrinas.
O argumento de Spencer foi criticado por autores complementaristas e por pelo menos um escritor igualitário.
Barron salienta que os defensores da visão tradicional argumentaram que a declaração geral de Paulo, “Não permito que uma mulher ensine”, parece universal. Ele pergunta se o que Paulo realmente quis dizer foi "Eu não permito que uma mulher ensine erros", e se ele não teria nenhuma objeção ao ensino de mulheres uma vez que elas entendessem sua doutrina, questiona por que ele não disse isso.
Gordon Fee, um estudioso igualitário, também tem dificuldade com os pontos hermenêuticos de Spencer. Fee diz que, apesar dos protestos em contrário, Paulo declara a “regra” em si de forma absoluta—sem qualquer forma de qualificação. Portanto, ele acha difícil interpretar isso como algo diferente de todas as formas de falar abertamente nas igrejas.
Embora ele proponha um cenário atualizado em sua versão de 2006 de Beyond Sex Roles, Gilbert Bilezikian em sua versão de 1989 propôs que Paul pode ter distinguido entre professores qualificados e treinados e algumas das mulheres sem escolaridade que lutaram para se afirmarem como professoras, com sua recém-encontrada liberdade no cristianismo. No entanto, esta visão é contestada pelos igualitários B. Barron e Gordon Fee. Bilezikian sugere ainda que a igreja incipiente em Éfeso foi formada entre confrontos de práticas ocultas e supersticiosas. Esta visão é combatida por igualitários como Walter Liefeld, bem como por complementaristas como Schreiner. Bilezikian propõe que “a solução para uma compreensão adequada desta passagem é seguir ao pé da letra o seu desenvolvimento”:

"As mulheres em Éfeso deveriam primeiro tornar-se aprendizes,v.11 e parar de agir como professoras ou de assumir a autoridade de professores reconhecidos.v.12 Assim como Eva, e não Adão, foi enganada pelo erro, pessoas não qualificadas colocarão a si mesmas e à igreja em apuros.vv.13–14 No entanto, assim como Eva se tornou o meio e a primeira beneficiária da salvação prometida, as mulheres de Éfeso aspirarão legitimamente à maturidade, competência e posições de serviço na igreja.v.15"— Gilbert Bilezikian :p. 183
Outra questão hermenêutica é de que a proibição de authentei às mulheres não é um endosso aos homens para realizar essa ação. Por exemplo, em uma ocorrência posterior do verbo em uma homilia de João Crisóstomo, ele proíbe que os maridos authentei sobre suas esposas.
Muitas vezes é assumido que a proibição de 1 Timóteo 2:11-12 é uma aplicação mais específica de um comando geral visto em 1 Coríntios 14:35. No entanto, segundo Westfall, a proibição de falar no trecho da epístola de 1 Coríntios se refere mais para evitar conversas disruptivas que aconteciam durante um culto cristão, tendo em vista que a igreja primitiva se reunia em domicílios. Já outros estudiosos, como Gordon Fee, consideram que ambas passagens seriam interpolações.

### Feminista
The Woman's Bible, um reexame feminista da Bíblia do século XIX, criticou a passagem como sexista. A colaboradora Lucinda Banister Chandler escreve que a proibição das mulheres de lecionar é "tirânica", considerando que uma grande proporção dos professores em sala de aula são mulheres e que o ensino é uma parte importante da maternidade.
Chandler acha o versículo surpreendentemente inconsistente com Gálatas 3:28, também atribuído a Paulo, que afirma: "Não há judeu nem grego, escravo nem livre, homem ou mulher, mas vós sois um em Cristo Jesus." Ela observa que não há nenhuma declaração semelhante de Jesus de que a mulher deveria estar sujeita ao homem ou abster-se de ensinar.
A ativista britânica dos direitos das mulheres Annie Besant, aponta para este versículo (entre outros) para observar que as mulheres são tratadas como escravas na Bíblia. Ela considerou que esta era a raiz da forma desigual e paternalista com que as mulheres foram tratadas durante a sua vida. Besant considera absurda a explicação dada em Timóteo para a inferioridade das mulheres—que os homens seriam superiores porque Adão foi criado antes de Eva—, implicando que os animais são superiores ao homem, já que a Bíblia afirma que os animais foram criados ainda antes.

## Significado doauthenteō
O significado da palavra authentein (authenteō) no versículo 12 tem sido fonte de consideráveis diferenças de opinião entre os estudiosos da Bíblia nas últimas décadas. A primeira é que a história lexical desta palavra é longa e complexa. Walter Liefeld descreve brevemente o alcance semântico problemático e amplo da palavra:

"Uma questão desconcertante para todos é o significado de authentein. Ao longo de sua história, esse verbo e seu substantivo associado tiveram uma ampla gama semântica, incluindo alguns significados bizarros, como cometer suicídio, assassinar os pais e ser sexualmente agressivo. Alguns estudos foram prejudicados pelo uso seletivo e impróprio das evidências."

### Grego clássico
A obra de referência lexical padrão para o grego clássico, o Liddell Scott Greek Lexicon, tem a seguinte entrada para o verbo authentein:

αὐθεντ-έω, A. ter total poder ou autoridade sobre, τινός 1ª Epístola a Timóteo 2.12; "πρός τινα" Berliner griechische Urkunden BGU1208.37(i a.C.): c. inf. João, o Lídio Lyd.Mag.3.42. 2. cometer um assassinato, Escólios para Ésquilo Eumênides 42.
Uma lista exaustiva de todas as incidências pode ser encontrada no apêndice de Köstenberger. Em seguida, a seguinte entrada relacionada para o substantivo authentes :

αὐθέντ-ης, ου, ὁ, (cf. αὐτοέντης) A. assassino, Heródoto.1.117, Eurípides Reso.873, Tucídides.3.58; "τινός" Eurípides Hércules Furens.1359, Apolônio de Rodes, Argonáutica.2.754; suicídio, Antifonte 3.3.4, Dião Cássio.37.13: mais vagamente, um membro da família de um assassino, Eurípides Andrômaca.172. 2. perpetrador, autor, "πράξεως" Políbio.22.14.2; "ἱεροσυλίας" Diodoro Sículo.16.61: geralmente, fazedor, Alexandre Retor.p.2S.; mestre, "δῆμος αὐθέντης χθονός" Eurípides As Suplicantes.442; voc. "αὐθέντα ἥλιε" Papiro Mágico de Leiden W.6.46 [em A. Dieterich, Leipzig 1891]; condenado por Frínico Aticista.96. 3. como adjetivo, ὅμαιμος αυφόνος, αὐ. φάνατοι, assassinato por alguém da mesma família, Ésquilo Eumênides.212, Agamemnon.1572 (lir.). (Para αὐτο-ἕντης, cf. συν-έντης, ἁνύω; raiz sen-, sṇ-.)[abreviações expandidas para legibilidade]
Então a forma substantiva authentia, 'autoridade':

αὐθεντ-ία, ἡ, A. domínio absoluto, autoridade, Corpus Inscriptionum Graecarum CIG2701.9 (Milas), PLips (L. Mitteis, Griechische Urkunden der Papyrussammlung zu Leipzig, vol. i, 1906).37.7 (iv AD) , Corpus Hermeticum.1.2, Zósimo Epigramático (Anthologia Graeca).2.33. 2. restrição, LXX III Macabeus.2.29. 3. "αὐθεντίᾳ ἀποκτείνας" com sua própria mão, Dião Cássio.Fr.102.12.

### Traduções da Bíblia
A questão é agravada pelo fato de que esta palavra é encontrada apenas uma vez no Novo Testamento e não é comum na literatura grega imediatamente próxima. No entanto, as traduções da Bíblia ao longo dos anos têm estado geralmente de acordo na tradução da palavra. Nas traduções abaixo, as palavras correspondentes a authenteō estão em destaque:
- Novo Testamento grego: "γυναικὶ δὲ διδάσκειν οὐκ ἐπιτρέπω, οὐδὲ αὐθεντεῖν ἀνδρός, ἀλλ᾽ εἶναι ἐν ἡσυχίᾳ"
- Vulgata: "docere autem mulieri non permitto, neque dominari in virum, sed esse in silentio"
- KJV: "Mas não permito que a mulher ensine, nem que usurpe autoridade sobre o homem, mas fique em silêncio."
- RSV: “Não permito que nenhuma mulher ensine ou tenha autoridade sobre homens; ela deve ficar calada”.
- GNB: “Não permito que elas ensinem ou tenham autoridade sobre os homens; elas devem ficar caladas”.
- NVI: “Não permito que uma mulher ensine ou tenha autoridade sobre um homem; ela deve ficar calada”.

### Viés de gênero
Elizabeth A. McCabe identificou e documentou evidências de preconceito de gênero em traduções inglesas da Bíblia que não se aplicam exclusivamente à palavra authentein. As palavras gregas que indicam que as mulheres ocupavam posições de autoridade na igreja também parecem ter sido alteradas na tradução. Mulheres identificadas nos manuscritos gregos como diakonos ('diácono') ou prostatis ('líder') são referidas como servas em algumas traduções para o inglês, como a versão King James. Isto é inconsistente com a maneira como essas palavras são tipicamente traduzidas em relação aos homens.
Além disso, se esta tradução de authentein for aceita sem consideração de fatores contextuais relacionados ao contexto declarado da carta original (por exemplo, desafios enfrentados por Timóteo na igreja em Éfeso), ela parece contradizer outras passagens bíblicas nas quais as mulheres são claramente descritas como líderes ou professoras, tal como Hulda, Débora, Prisca e as mulheres que Cristo enviou aos discípulos para anunciar sua ressurreição.

### Catherine Kroeger
Exemplos do uso de authentein em fontes extrabíblicas foram fornecidos por Catherine Kroeger:

"Embora os usos anteriores e durante o período do Novo Testamento sejam poucos e distantes entre si, eles são resumos de casos de assassinato e uma vez significaram suicídio, como fez Dião Cássio. Tucídides, Heródoto e Ésquilo também usam a palavra para denotar aquele que mata com as próprias mãos, e o mesmo faz Eurípides. O judeu Fílon, cujos escritos são contemporâneos do Novo Testamento, quis dizer "assassino de si mesmo" pelo uso do termo.

Em Eurípides a palavra começa a adquirir um tom sexual. Menelau é considerado assassino por causa da má conduta de sua esposa, e Andrômaca, a adorada esposa do caído Heitor, é tomada como concubina pelos authentes, que podem comandar seus serviços domésticos e sexuais. Furiosa, a esposa legítima castiga Andrômaca com termos sexualmente abusivos, como "ter a afronta de dormir com o filho do pai que destruiu seu marido, para ter o filho de um authentes". Na passagem extensa ela mistura os conceitos de incesto e assassinato doméstico, de modo que o amor e a morte colorem o significado.
Numa longa descrição dos hábitos sexuais de várias tribos, Miguel Glica, o historiógrafo bizantino, usa este verbo para descrever mulheres "que fazem avanços sexuais aos homens e fornicam tanto quanto querem, sem despertar o ciúme dos maridos".

Doutrinas licenciosas continuaram a incomodar a igreja durante vários séculos, para consternação dos pais da igreja. Clemente de Alexandria escreveu uma refutação detalhada dos vários grupos que endossavam a fornicação como comportamento cristão aceito. Queixou-se daqueles que transformaram as festas de amor em orgias sexuais, daqueles que ensinaram as mulheres a "dar a todo homem que pede", e daqueles que encontraram na relação física uma "comunhão mística". Ele rotulou um desses grupos obscenos de authentai (o plural de authentes)."
O significado da palavra foi seriamente contestado em 1979, quando Catherine Kroeger, então uma estudante universitária clássica, afirmou que o significado era "envolver-se em práticas de fertilidade". Kroeger cita as descobertas do linguista francês e notável autoridade em filologia grega, Pierre Chantraine, para apoiar suas conclusões.
Em trabalhos posteriores, Kroeger explorou outros significados possíveis da palavra authentein que são consistentes com o seu uso na literatura grega antes e durante a era do Novo Testamento. Em 1992, ela destacou a possibilidade de authentein ser uma referência à violência ritual perpetrada contra os homens no culto à deusa da Ásia Menor. Especificamente, ela se concentrou na prática da castração ritual como um rito de purificação para os sacerdotes de Ártemis e Cibele. A. H. Jones, J. Ferguson e A. R. Favazza destacam a prevalência da castração ritual na Ásia Menor antes, durante e depois da era do Novo Testamento. Em 1 Timóteo 1:3–7 e 4:1–5, o autor da epístola adverte contra falsos ensinamentos, mitologias e formas extremas de ascetismo. A castração ritual fazia parte de uma forma extrema de ascetismo praticada em Éfeso e arredores durante o período do Novo Testamento, e as evidências apresentadas por Favazza sugerem que teve uma influência nas tradições emergentes da igreja cristã primitiva.
Leland E. Wilshire em 2010 fez um estudo do banco de dados Thesaurus Linguae Graecae, que contém 329 referências a variações da palavra authentei na literatura grega, e concluiu que authentein no período do Novo Testamento, em Éfeso da Ásia Menor, provavelmente se refere a alguma forma de violência. Wilshire não faz uma declaração definitiva sobre a natureza da violência a que a epístola pode estar se referindo, mas observa que authentei era frequentemente usado para expressar o cometimento de violência, assassinato ou suicídio.

### Respostas
Embora a afirmação tenha sido rejeitada em grande parte por estudiosos complementaristas, o debate sobre o significado da palavra foi aberto, e os cristãos que afirmavam uma visão igualitária do papel das mulheres na igreja continuaram a contestar o significado da palavra authenteō. Os léxicos padrão que incluem authenteō estão amplamente de acordo no que diz respeito à sua gama lexical histórica. Wilshire, no entanto, documenta que, enquanto léxicos como o Greek-English Lexicon of the New Testament and Other Early Christian Literauture contêm apenas 13 exemplos da palavra authentein e seus cognatos, o banco de dados conhecido como TLG contém 329 exemplos, oferecendo uma amostra muito maior e mais representativa do uso da palavra ao longo da história da literatura grega. Os usos da palavra no TLG de 200 a.C. a 200 d.C. estão listados em uma seção subsequente abaixo—estudo sintático. Estudos sobre o termo authenteō e derivados, alguns dos quais envolveram buscas nos maiores bancos de dados da literatura grega, são:
- Catherine Kroeger (1979)[23]
- George Knight III (1984)[78]
- Leland Wilshire (1988)[79]
- Catherine e Richard Kroeger (1992)[80]
- Andrew Perriman (1993)[81]
- H. Scott Baldwin (1995)[82]
- Andreas J. Köstenberger (1995)[83]
- Albert Wolters (2000)[84]
- Linda Belleville (2004)[85]

Pode-se dividir os estudiosos em dois grupos: um que o traduz de forma mais positiva ou neutra como "exercer autoridade" ou "maestria"; e outro, de forma negativa, como "usurpar", "dominar", "controlar" ou "iniciar violência". Não há nas ocorrências em que o verbo aparece nenhum exemplo em que o sujeito é um homem que exerce a ação de authentéo em relação a outra pessoa ou a um grupo de pessoas no contexto de ministério religioso.
Aqueles que defendem a compreensão “tradicional” da liderança eclesiástica masculina tendem a traduzir esta palavra no sentido neutro de “ter autoridade” ou “exercer autoridade”, como, por exemplo, George Knight no seu amplamente citado artigo de 1984. Em 1988, Leland Wilshire, examinando 329 ocorrências desta palavra e seu cognato authentēs, afirmou que, antes e contemporâneo ao século I, authentein muitas vezes tinha conotações negativas, como 'dominador', 'perpetrar um crime' ou mesmo 'assassinato'. Somente no período patrístico posterior o significado de “exercer autoridade” passou a predominar.
Em 2000, o estudo da palavra por Scott Baldwin foi considerado o mais extenso, demonstrando que o significado de uma determinada passagem deve ser determinado pelo contexto. “Após um extenso debate, o estudo lexical mais completo é, sem dúvida, o de H. Scott Baldwin, que demonstra conclusivamente que vários matizes de significado são possíveis e que apenas o contexto pode determinar qual é o pretendido”.:86–87 O estudo posterior de Linda Belleville examinou as cinco ocorrências de authentei como verbo ou substantivo anterior ou contemporâneo de Paulo e traduziu esses textos da seguinte forma: “cometer atos de violência”; “o autor de uma mensagem”; em uma carta de Trifão (século I a.C.), Belleville traduziu como "Fiz do meu jeito com ele"; e em um texto astrológico do poeta Doroteu (séculos I e II), Belleville traduziu: "Saturno [...] domina Mercúrio". Belleville sustenta que está claro nestes que um significado neutro como “ter autoridade” não está em vista. Seu estudo foi criticado por tratar o infinitivo authentein como um substantivo, o que é considerado uma grande fraqueza em seu argumento.
Os estudos lexicais concentraram-se particularmente em dois papiros antigos; Papiro BGU 1208 (c. 27 a.C.), usando o verbo authenteō e falando de Trifão exercendo sua autoridade, e Papiro Tebtunis 15 (c. ano 100), usando a forma substantiva e falando de contadores com autoridade sobre suas contas. Esses dois papiros são significativos não apenas porque estão mais próximos no tempo do uso de authenteō pelo próprio Paulo, mas porque ambos usam suas respectivas palavras com um sentido que geralmente é considerado de acordo com os estudos de Baldwin e Wolters, embora alguns igualitaristas (como Linda Belleville), contestam a interpretação de authenteō no papiro BGU 1208.

### Estudo sintático
Os dados lexicais foram posteriormente complementados por um estudo de sintaxe contextual em grande escala da passagem de Andreas Köstenberger em 1995, que argumentou que a construção sintática ouk didaskein oude authentein ("não ensinar nem ter/exercer autoridade") requer que ambos didaskein e authentein tenham um sentido positivo. Köstenbereger examinou cinquenta e dois exemplos da mesma construção ouk ... ouk ("não... nem") no Novo Testamento, bem como quarenta e oito exemplos extrabíblicos cobrindo o século III a.C. ao século III d.C. Köstenberger concluiu que o ensino tem um significado positivo em passagens como 1 Timóteo 4:12, 6:2, e 2:2. A força do ouk ... ouk significaria, portanto, que authenteo também tem um significado positivo e não se refereria à dominação, mas ao exercício positivo da autoridade.
A maioria dos estudiosos complementaristas e alguns estudiosos igualitários concordaram com Köstenberger, muitos considerando que ele havia determinado conclusivamente o significado contextual de authenteo em 1 Timóteo 2:12. Peter O'Brien, numa revisão publicada na Austrália, concordou com as conclusões deste estudo, tal como Helge Stadelmann. Ambos os revisores aceitaram os resultados do presente estudo como válidos. Köstenberger observa uma série de igualitários concordando com sua análise sintática. Kevin Giles "está em concordância essencial com a presente análise sintática de 1 Timóteo 2:12",:48–49 Craig Blomberg é citado como tendo dito que "o estudo de Andreas Köstenberger está decisivamente apoiando o sentido mais positivo de assumir a autoridade apropriada".:49 Esther Ng continua: "No entanto, uma vez que uma conotação negativa de didaskein é improvável neste versículo, o significado neutro para authentein (ter autoridade sobre) parece se ajustar melhor à construção oude". O igualitarista Craig S. Keener afirma que embora na sua opinião o princípio não esteja claro em todos os casos citados no estudo de Köstenberger, "o padrão parece manter-se em geral, e é isto que mais importa". Keener concorda que a afirmação do presente ensaio é "provavelmente correta de que 'ter autoridade' deve ser lido como estando coordenado com 'ensinar' e não como subordinado ('ensinar de forma dominadora')".:47
Igualitaristas como Wilshire (2010), no entanto, rejeitam a conclusão de que authentein, conforme usado em 1 Timóteo 2:12, refere-se ao uso da autoridade—seja num sentido positivo ou negativo. Wilshire conclui que authentein poderia ser melhor traduzida como “instigar a violência”. As mulheres na congregação de Timóteo, portanto, não devem ensinar nem instigar a violência. Ele baseia esta conclusão num estudo de todos os usos conhecidos da palavra authentein (e seus cognatos) na literatura grega dos anos 200 a.C. a 200 d.C. Este estudo foi concluído usando o Thesaurus Linguae Graeca. Suas descobertas são resumidas da seguinte forma:
- Políbio usou a palavra authenten, no século II a.C., para significar 'o autor de um massacre'.
- A palavra authentian é usada em III Macabeus, século I a.C., para significar 'restrições' ou 'direitos'.
- Diodoro Sículo usou três variações das palavras (authentais, authenten, authentas), do século I a.C. ao século I d.C., para significar 'autores de sacrilégio', 'autor de crimes' e 'apoiadores de ações violentas'.
- Fílon Judeu usou a palavra authentes, do século I a.C. ao século I d.C., para significar 'ser o assassino de si próprio'.
- Flávio Josefo usou as palavras authenten e authentas, século I d.C., para significar 'autor de um crime' e 'autor de um massacre'.
- O apóstolo Paulo usou a palavra authentein uma vez durante o mesmo período que Diodoro, Fílon e Josefo.
- Apiano Alexandrino usou a palavra authentai três vezes, e a palavra authenten duas vezes, no século II d.C., para significar 'assassinos', 'matadores', 'matadores de si mesmos' e 'perpetradores do mal'.
- No Pastor de Hermas, século II d.C., authentes foi utilizada para significar 'construtor de uma torre'.
- Uma homilia de Pseudo-Clemente usou a palavra authentes uma vez, data desconhecida d.C., para significar 'poder único'.
- Irineu usou a palavra authenias três vezes, no século II d.C., para significar “autoridade”.
- Harpocratião usou a palavra 'authentes, século II d.C., para significar 'assassino'.
- Frínico usou a palavra authentes uma vez, no século II dC, para significar 'aquele que mata pelas próprias mãos'.

Embora a palavra authentein tenha sido usada em raras ocasiões (por exemplo, por Irineu) para denotar autoridade, era muito mais comumente usada para indicar algo violento, assassino ou suicida.
O professor Birger A. Pearson compartilha informações históricas destacando que o uso do verbo authentein pelo apóstolo Paulo em 1 Timóteo 2:12 ocorre no mesmo contexto (e no mesmo século) que o uso de Fílon de seu substantivo cognato, authentes. Em ambos os casos, essas palavras são encontradas no contexto de advertências contra o que os estudiosos chamam de “falsa gnose”. Enquanto Paulo adverte contra "balbucios vãos" e "falso conhecimento" (1 Timóteo 6:20), Fílon adverte contra "opiniões vãs" e "falsidades".
No caso de Fílon, authentes é usado para indicar que aqueles que abraçam a falsa gnose tornam-se responsáveis pela morte de suas próprias almas. Como o contexto é essencial para determinar o significado sintático no grego koiné, o trabalho de Pearson sobre o contexto histórico complementa as descobertas de Wilshire, de que o significado de authentein pode estar relacionado a 'assassinato', ou neste caso 'responsabilidade pela morte espiritual', em conjunto com o ensino da falsa gnose. Reforçando ainda mais este caso, Pearson destaca que os professores da falsa gnose eram tipicamente comparados à figura bíblica de Caim, na literatura judaica e cristã dos séculos I e II d.C.

## Significado dodidaskō
Em 2014, John Dickson questionou o significado da palavra didaskō ('ensinar'). Dickson argumenta que se refere a "preservar e estabelecer as tradições transmitidas pelos apóstolos". Dickson prossegue argumentando que, como isso não acontece na maioria dos sermões hoje, as mulheres não estão proibidas de dar sermões. O argumento de Dickson foi criticado por Claire Smith.
Geralmente se assume que no grego o verbo "ensinar" (didáskein) teria o mesmo referencial que authentei ("dominar"), ou seja, os homens ("ensinar [aos homens]" e "dominar aos homens"). Mas isso é questionado de acordo com a gramática grega. I. Howard Marshall afirma que o verbo "ensinar" no caso, sem ter um referencial específico, indica uma moratória geral feita ao ensino das mulheres de Éfeso: "O que temos é aparentemente uma injunção nova, e não uma que carregue o peso da tradição da Igreja". A falsa correção de um ensino naquele contexto é o tema da epístola. Segundo Westfall, Paulo pode estar especificamente corrigindo o conteúdo de um mito popular que era contado por mulheres anciãs em 1 Timóteo 4:7. Além do mais, uma falsa doutrina entre as mulheres de Éfeso poderia estar sendo difundida, referente ao sexo, casamento e ter filhos, além de outros problemas, como a fofoca. Como o texto se afirma como uma epístola pessoal, o contexto é o menos provável para se veicular uma suposta regra universal ou transcendente a todas as mulheres.
Cynthia Westfall também aponta que há uma diferença entre os referidos "homens" e "mulheres" como um grupo, nos versículos anteriores, e a "mulher" e o "homem" aparecendo como singular no versículo 12. Isso indicaria que a instrução particular desse versículo não era endereçada ao grupo da igreja, ou seja, não estaria por exemplo proibindo mulheres de ensinarem grupos de homens, mas que o uso do singular se refere à interação particular um-a-um, de uma mulher a um homem. Na cultura greco-romana, uma interação particular entre um homem e uma mulher geralmente ocorria no domicílio entre membros de família, o que indica que o trecho provavelmente alude não a um contexto de reunião de igreja. Em outra possível interpretação, a epístola poderia inclusive estar se referindo a uma mulher selecionando um homem no grupo durante o culto para ensiná-lo e dominá-lo.